# 伊娜·卡納巴羅·盧卡斯
伊娜·卡納巴羅·盧卡斯（Inah Canabarro Lucas，1908年6月8日—2025年4月30日），又名伊娜修女（葡萄牙語：Irmã Inah），是一名巴西修女，她也曾是全球的在世最長壽者。

## 生平
伊娜·卡納巴羅·盧卡斯1908年6月8日（其本人聲稱為1908年5月27日）出生於巴西南里奥格兰德州圣弗朗西斯科-迪阿西斯，父親為約昂·安東尼奧·盧卡斯（Joao Antonio Lucas），母親為瑪麗亞娜·卡納巴羅·盧卡斯（Mariana Canabarro Lucas），她共有六個兄弟姊妹，弟弟魯貝（Rube，1909年—1987年）是巴西軍隊的一員。她是巴西上將大衛·卡納巴羅的曾孫女。小時候由於她身形過於瘦削，鄰居們都認為她活不過七歲。她的父親於1923年7月4日在一場巴西革命戰鬥中陣亡。
她在圣安娜-利弗拉门图聖特雷莎·德·熱蘇斯寄宿學校學習，其後於1928年前往烏拉圭蒙得维的亚，期間成為一名修女。1930年回到巴西後，她在一所學校擔任數學和葡萄牙語教師，其後於1940年代初到另一所位於里約熱內盧蒂茹卡的學校繼續授課。

## 健康與長壽
她於2018年5月27日在阿雷格里港的聖特雷莎德赫蘇斯議會大廈慶祝110歲生日。她認為自己的長壽是「上帝的旨意」。同日她收到來自教宗方濟各的祝賀信件。她於110歲時開始行動不便，需要使用助行器。
2019年，國際體育會為她慶祝111歲生日。體育會為她準備一個河岸球場形狀的蛋糕，並送她一條毛毯、一件襯衫和許多代表體育會的飾物。她於2021年1月25日接種第一劑COVID-19疫苗，是當時接種疫苗者中最年長者之一。
2022年5月，她在將近114歲生日時入院，使她的114歲生日派對取消。她於6月出院。她於2022年7月獲南里奧格蘭德州葡萄牙語文學院授予「不朽」頭術。這一頭術旨在表揚對支持學院的人士或促進葡萄牙語進步的公眾人物。她於2022年10月確診感染COVID-19，她再度住院，並於11月康復。截至2024年2月，她是南美洲在世最年長者及世上第三年長的人。
2025年4月30日，盧卡斯在家中逝世，享嵩壽116歲326天。她是史上第二長壽的修女，僅次於露西爾·朗東。

## 長壽紀錄
- 2017年，露齊亞·莫爾斯過世，伊娜·卡納巴羅·盧卡斯以109歲130天之齡成為巴西在世最年長修女[3]。
- 2022年1月2日，伊娜·卡納巴羅·盧卡斯以113歲208天之齡超越露齊亞·莫爾斯，成為巴西史上最長壽的修女[3]。
- 2022年1月23日，巴西的在世最年長者，安東尼婭·達·聖克魯斯去世後，成為巴西的在世最年長者[1]。
- 2022年8月6日，伊娜·卡納巴羅·盧卡斯以114歲59天之齡，經確認出生資料，被列入金氏世界紀錄承認老年學研究組織的超級人瑞名單中[1]。
- 2022年7月30日，索菲娅·羅哈斯去世後，成為在世的前十名和南美洲的在世最年長者[1][13]。
- 2023年1月17日，露西爾·朗東去世後，成為在世的前五名和在世最年長修女[1]。
- 2023年5月22日，超過瑪丽亞·戈梅斯·瓦伦廷的紀錄，以114歲348天成為巴西史上第7獲驗證的長壽者。
- 2023年5月26日，超過索菲娅·羅哈斯的紀錄，以114歲352天成為南美洲史上第8獲驗證的長壽者。
- 2023年6月8日，伊娜·卡納巴羅·盧卡斯成為巴西人史上第4位和南美洲的人史上第6位獲認證達到115歲的人。
- 2024年6月8日，伊娜·卡納巴羅·盧卡斯成為巴西人史上第4位和南美洲的人史上第5位獲認證達到116歲的人。
- 2024年12月29日，糸冈富子去世後，成為在世最長壽者[1]。